# Duitse expeditie naar Tibet

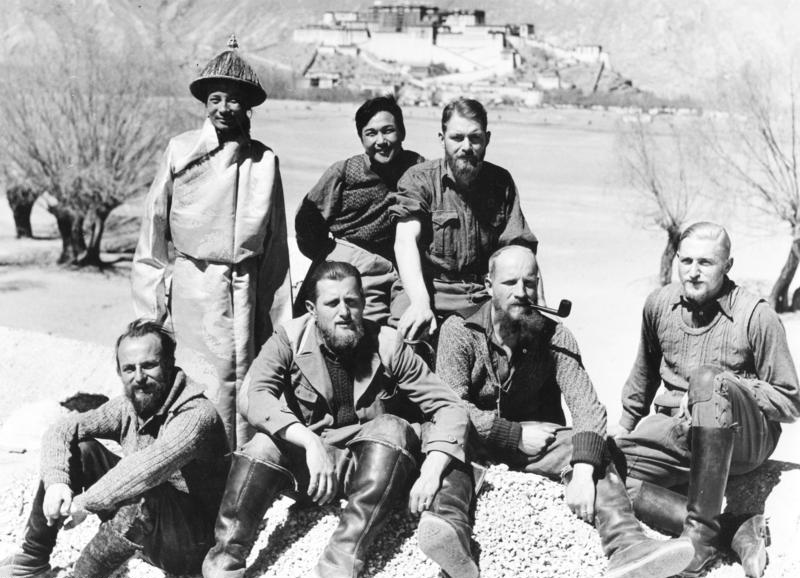
Deelnemers aan de Tibetexpeditie in 1938. Achterste rij: Rabden Khazi, Kaiser Bahadur Thapa, Ernst Schäfer. Voorste rij: Ernst Krause, Edmund Geer, Karl Wienert, Bruno Beger

De Duitse expeditie naar Tibet was een wetenschappelijke expeditie naar Tibet van 1938 tot 1939. De expeditie stond onder leiding van Ernst Schäfer.

## Historische achtergrond
De leider van de expeditie, Ernst Schäfer ( 1910-1992) had zoölogie en geologie gestudeerd in Göttingen, Hannover en Philadelphia. In 1930 nam hij deel aan een door de zeer vermogende Amerikaan Brooke Dolan georganiseerde zoölogische expeditie naar het westen van China en Tibet. In 1932 vervolgde hij zijn studies verder in Duitsland. In de periode 1934-1936 nam hij opnieuw deel aan een expeditie van Brooke Dolan naar Kham en Amdo (Brooke Dolan zou als agent van het Office of Strategic Services in 1942 nog een keer naar Tibet terugkeren in het kader van de geallieerde oorlogsinspanning tegen Japan om de mogelijkheid van een aanvoerroute van militair materieel van India naar China via Tibet te onderzoeken).
Door zijn wetenschappelijke publicaties over de resultaten van de beide expedities werd Schäfer voor het leven benoemd tot het lidmaatschap van de Academy of Natural Sciences van Philadelphia. Na zijn terugkeer naar Duitsland in 1937 werd hij door Himmler ontboden voor een gesprek. Himmler informeerde naar zijn plannen en Schäfer antwoordde met zijn wens uit te spreken nu zelf een expeditie naar Tibet te leiden. Himmler had wat ideeën over mystiek in Azië en had grote belangstelling voor een expeditie naar Tibet onder de vlag van de Ahnenerbe, een nationaalsocialistisch onderzoeksinstituut, dat als taak had om wetenschappelijke bewijzen voor de herkomst en superioriteit van het arische ras te vinden.
Himmler zelf was een aanhanger van de theorie van de Welteislehre, zoals ontwikkeld door Hanns Hörbiger en die na 1945 in andere vorm ook gepubliceerd werd door Immanuel Velikovsky. Himmler wenste dat de expeditie die theorie onder de vlag van de Ahnenerbe in Tibet zou onderzoeken en toetsen. Schäfer weigerde dat, alsmede het verzoek van Himmler om Edmund Kiss, de belangrijkste propagandist van de Welteislehre, in zijn team op te nemen.
Schäfer formuleerde twaalf wetenschappelijke uitgangspunten voor de expeditie die door Himmler geaccepteerd werden. Er is geen spoor van serieus historisch bewijs, dat Himmler "geheime doelen" aan de expeditie zou hebben meegegeven.
Hierop verklaarde Wolfram Sievers, hoofd van de Ahnenerbe dat de doeleinden van de expeditie te veel zijn afgeweken van de oorspronkelijke van de Reichsführer en niet langer overeenkomen met zijn ideeën over culturele studies.
Schäfer heeft ook zelf in meerdere interviews aangegeven dat er geen sprake was van enige verbinding met welk occult doel dan ook. In zijn reisverslag meldt hij dat de toenmalige kennis van Duitsers inzake Tibet die was van "waardeloze meelopers, ondersteund door een heel leger van kwakzalvers.".
Schäfer moest om fondsen te kunnen werven in Duitsland en om die te kunnen converteren naar schaarse buitenlandse valuta wel met enkele andere voorwaarden akkoord gaan. Himmler eiste dat alle (vijf) leden van de expeditie lid van de SS zouden zijn, dan wel zouden worden (Schäfer was dat sinds 1934 en Bruno Beger (1911-2009) sinds 1935. De overige drie leden werden kort voor aanvang van de expeditie ook lid).
Het briefpapier waarop de eerste verzoeken voor fondsenwerving waren gedaan, had "Schäfer Expeditie 1938/1939" als briefhoofd. Dat moest gewijzigd worden in "Duitse Tibet-expeditie Ernst Schäfer ( in grote letters) onder de bescherming van Reichsführer SS- Himmler en verbonden met de Ahnenerbe." (in kleine letters).
Schäfer bracht zelf het grootste deel van de financiering bij elkaar. Ruim tachtig procent van de kosten werden uiteindelijk gefinancierd door het Duitse bedrijfsleven en zijn Amerikaanse vriend Brooke Dolan. De rest bestond uit kleinere donaties. In tegenstelling tot wat in veel publicaties vermeld staat, heeft de Ahnenerbe in financiële zin niets bijgedragen aan de kosten van de expeditie.

## De expeditie
In de lente van 1938 vertrok de expeditie naar Calcutta. De overige vier leden waren de geoloog Karl Wienert, de entomoloog Ernst Krauze, die ook de meeste filmopnamen zou maken, de antropoloog Bruno Beger en Edmund Geer, verantwoordelijk voor alle logistieke aspecten. Tijdens de reis naar Calcutta had de Völkischer Beobachter, het dagblad van de NSDAP, een artikel gepubliceerd waarin gesteld werd dat de expeditie namens de SS zou worden ondernomen. In de Engelse pers leidde dat tot commentaren met koppen als "Een Gestapo agent in India". Dit leidde tot moeilijkheden met de Britse autoriteiten in India. De expeditieleden wisten echter Sikkim te bereiken. Schäfer ontmoette daar Francis Younghusband, de commandant van de Britse Veldtocht in Tibet in 1904. De laatste raadde hem aan gewoon de grens met Tibet te passeren en trachten contact te krijgen met lokale Tibetaanse functionarissen. Die tactiek bleek succesvol te zijn. Na enige tijd schreef hij een verzoek aan de Tibetaanse regering om met de expeditie Lhasa te mogen bezoeken. Enkele weken later ontving hij een officiële uitnodiging van de Kashag. Deze uitnodiging sprak over een bezoek van maximaal twee weken aan Lhasa, maar uiteindelijk verbleef de expeditie ruim twee maanden in Lhasa.
Schäfer en andere leden hadden veel contact met een aantal personen uit de adel in Tibet. In het reisverslag kenschetsen zij Tsarong als de enige Tibetaan, die enig besef had van de internationale realiteit. Schäfer had enkele langdurige ontmoetingen met de regent in Tibet, de vijfde Reting rinpoche, Jampäl Yeshe Gyaltsen. In het begin van de periode in Lhasa was Schäfer onder de indruk van de persoonlijkheid van de regent. Geleidelijk aan werd Schäfer steeds meer geïrriteerd door het feit, dat de regent altijd maar naar materiële voordelen voor zich zelf in ieder voorstel zocht. Schäfer was verder teleurgesteld in de zeer geringe theologische kennis omtrent het boeddhisme, die Reting, een van de hoogste tulkus van Tibet, had.

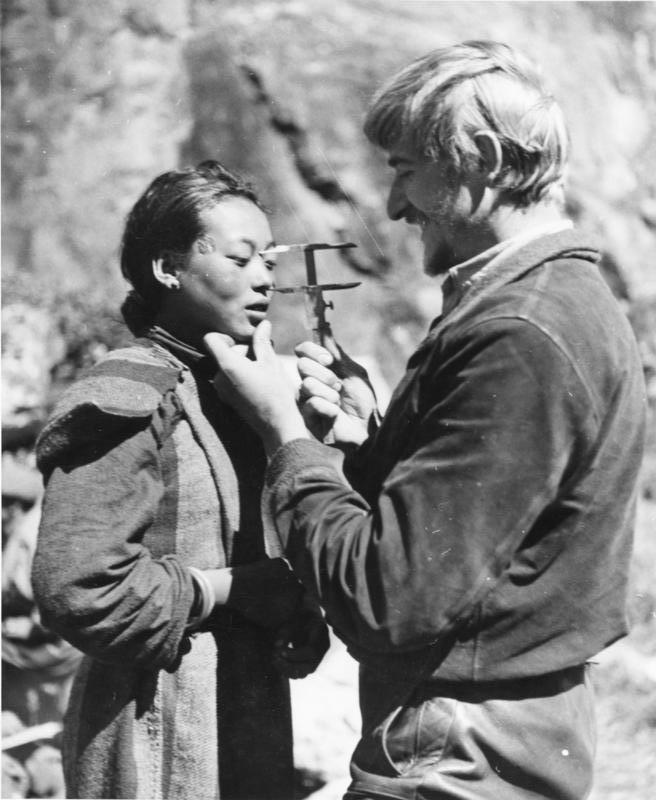
Beger doet schedelmetingen

Bruno Beger had ook een medische opleiding gevolgd, die hem in staat stelde vooral leden van de Tibetaanse aristocratie succesvol te behandelen. Volgens het reisverslag moet hij tientallen personen succesvol hebben behandeld. Beger voerde daarnaast vooral schedelmetingen onder Tibetanen van alle klassen uit. In de beeldvorming van begin 21e eeuw is dat een verdachte bezigheid. Het viel echter destijds binnen algemeen geaccepteerde normen van wetenschappelijk onderzoek. Een Nederlandse expeditie naar Nieuw-Guinea voerde nog in 1959 dezelfde metingen uit onder de Papoea's.

## De resultaten van de expeditie
De expeditie bracht ongeveer 3500 etnologische voorwerpen naar Duitsland. De meeste daarvan hadden betrekking op dagelijkse gebruiksvoorwerpen, specimens van vele dieren, zaden van vele graansoorten en een voor die tijd buitengewoon omvangrijke en volstrekt unieke collectie aan foto- en filmmateriaal. Daarnaast een complete versie van de kangyur en enkele -ook in die tijd al- zeldzame mandalas. Een deel van de collectie specimens werd als gevolg van oorlogshandelingen vernietigd. Een aanzienlijk deel is echter bewaard gebleven en te zien in onder meer het Museum für Naturkunde in Berlijn.
De expeditie kwam begin augustus 1939 weer in Duitsland terug. Enkele weken later brak de Tweede Wereldoorlog uit. Het verslag van Schäfer over de expeditie werd eerst in 1950 gepubliceerd onder de titel "In Fest der weissen Schleier: Eine Forscherfahrt durch Tibet nach Lhasa, der heiligen Stadt des Gottkönigtums".

## De brief van Reting aan Hitler
De meest bekende uitkomst van de expeditie is waarschijnlijk de brief die door de regent aan de expeditie werd meegegeven. Het schrijven van deze brief was waarschijnlijk een suggestie van Schäfer.
«Aan Zijne Majesteit Führer Adolph, Hitler, Berlijn, Duitsland 
 Van 
De Regent van Tibet op de 18de dag van het Jaar van de Zand-Haas 
Uwe Majesteit, 
 Ik ga ervan uit dat Uwe Hoogheid zich in goede gezondheid bevindt en goede vooruitgang maakt met uw zaken. Het gaat goed met mij en ik doe mijn best in onze godsdienstige en regeringszaken. Ik heb het genoegen u te laten weten, dat Dr Schäfer en zijn groep, die de eerste Duitsers waren die Tibet hebben bezocht, hier toegelaten zijn zonder enig bezwaar en ook iedere gewenste hulp hebben verkregen. Ik heb het verlangen al het nodige te doen om de vriendschappelijke banden tussen onze landen te verbeteren en ik vertrouw erop dat Uwe Majesteit dat ook als essentieel zal zien. Let goed op uzelf en laat het mij weten als Uwe Majesteit iets verlangt. Ik zend U in een separaat pakket een Tibetaans zilveren deksel en bord alsmede een theekop in rode uitvoering en een inlandse hond als kleine herinnering.
 Hoogachtend,
 Reting Hutuktu.»
De regent had - net zoals het overgrote deel van de elite in Tibet- nauwelijks enig realistisch besef van de wereld buiten Tibet. De Reting rinpoche was waarschijnlijk ook nauwelijks geïnformeerd over de persoon Hitler en zijn ideologie. De brief is niet meer dan een vorm van beleefde Tibetaanse correspondentie.

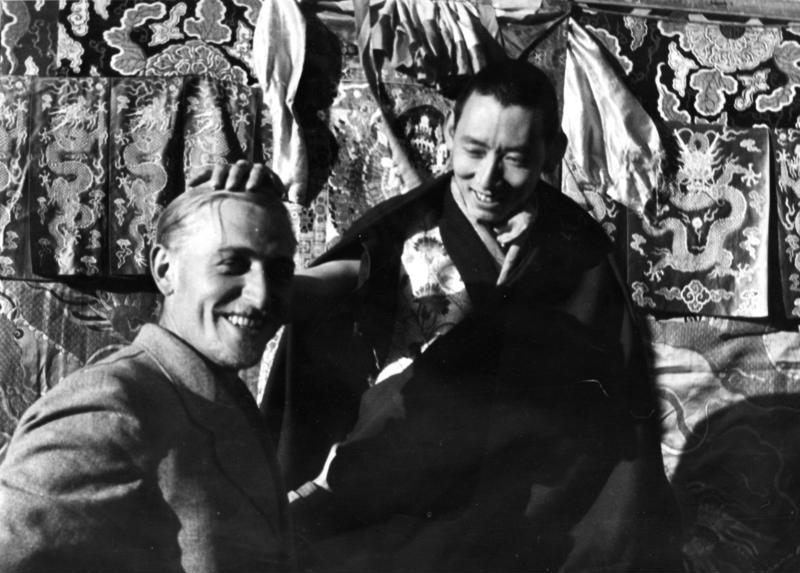
Beger met de Regent van Tibet.

De oorspronkelijke - correcte - Duitse vertaling van de brief werd destijds gemaakt door Helmut Hoffman. In 1995 werd er echter een vertaling gepubliceerd die Johannes Siegfried Schubert circa 1943 moet hebben gemaakt. De laatste was een tibetoloog, die in de jaren 40 tevergeefs had geprobeerd een functie te bemachtigen op het Sven-Hedin Instituut. Hij dacht zijn kansen op een functie daar te verbeteren door een opzettelijk foute vertaling in nazi-termen van de brief te geven. Zo werd bijvoorbeeld de zin "Het gaat goed met mij en ik doe mijn best in onze godsdienstige en regeringszaken" gewijzigd in " Op het moment verricht u alle nodige inspanningen om een blijvend rijk te creëren in vreedzame voorspoed en gefundeerd op een raciale basis".
Het is vaak deze vertaling, die geciteerd wordt door verspreiders van de boodschap van Tibetaanse sympathie voor het nazisme.

## Schäfer en Beger na de expeditie
Ernst Schäfer en met name Bruno Beger waren overtuigde aanhangers van de nazi-ideologie. Schäfer beweerde na de oorlog onder druk lid van de SS geworden te zijn en alleen om een wetenschappelijke carrière te kunnen bevorderen. Vanaf 1943 werkte hij bij het Sven Hedin Instituut. Na de oorlog werd hij drie jaar geïnterneerd. In 1949 vertrok hij naar Venezuela om daar een wildpark op te zetten. Na zijn terugkeer naar Europa werd hij adviseur van de afgetreden koning Leopold III van België, ondernam enkele reizen naar het toenmalige Belgisch-Congo en was vanaf 1960 conservator bij het Niedersächsisches Landesmuseum Hannover.
Ook Bruno Beger werd na de oorlog drie jaar geïnterneerd. Tijdens die periode was het bij de ondervragers onbekend dat Beger gedurende de oorlog gevangenen uit diverse concentratiekampen had geselecteerd en laten doden (vergassen) om een zogenaamde wetenschappelijke collectie van joodse specimens te creëren. In 1974 werd hij veroordeeld tot drie jaar wegens medeplichtigheid op de moord op 86 van die gevangenen.

## Deformatie van het beeld van het doel van de expeditie
In veel ook nog hedendaagse populaire lectuur over dit onderwerp wordt een sterk gedeformeerd beeld beschreven van de doelen van de expeditie. Vele publicaties over de expeditie hebben een beeld geschetst, al zou deze geworteld zijn in de nazi-ideologie.
Dit soort opvattingen werd en wordt naar voren gebracht door extremen aan het politieke spectrum. De eerste extreme kant is de opvatting, dat er occulte betrekkingen tussen nazi-Duitsland en Tibet zijn geweest, die hebben geleid tot sympathie van een deel van de Tibetaanse elite voor het nazisme. De tweede kant houdt de opvattingen in dat de expeditie zou zijn uitgevoerd omdat de ideologie van het nazisme in vormen van occultisme zou zijn geworteld. Met name Himmler zou om die reden aan de expeditie bepaalde "geheime opdrachten" hebben meegegeven. Enkele van de geheime doelen van de nazi-elite zouden bijvoorbeeld zijn geweest:
- Het bemachtigen van documenten en teksten over het Vajrayana-boeddhisme en de kennis van paranormale krachten;
- Het meten van de schedels van Tibetanen om te bepalen of ze verwant waren aan het oorspronkelijke arische ras dat volgens de nazi's afkomstig was van Atlantis
- Het leggen van contact met het mythische koninkrijk Shambhala;
- Het leggen van contact met aanhangers van de bön-religie en de drugpa kagyü-traditie;
- Het leggen van contact met een gereïncarneerde Tibetaanse tulku om Hitler te helpen in zijn speciale functie als spiritueel leider van de arische zaak.

Dit soort desinformatie is een eigen leven gaan leiden en wordt verder verspreid door auteurs, onbewust van hun fout of in functie van een eigen agenda. Voor deze opvattingen en in het bijzonder dat de doeleinden van de expeditie hier verband mee hielden ontbreekt elk spoor van wetenschappelijk en historisch bewijs
Een andere groep die gebruikmaakt van dit soort opvattingen zijn schrijvers, die het feodale verleden van Tibet in eenslecht daglicht willen stellen en daarbij een sympathie voor het nazisme van Tibetaanse leiders beschrijven. Ook dit soort opvattingen kunnen een kritische analyse niet doorstaan.
Wetenschappelijk onderzoek in de laatste circa 10 jaar heeft aangetoond, dat in de meer populaire lectuur met betrekking tot de beeldvorming over deze expeditie sprake is van een voortdurende deformatie en onjuiste mythevorming. De doeleinden van de expeditie waren niet van occulte of esoterische aard. Zij wortelden niet in de ideologie van het nazisme en Himmler is er niet in geslaagd aan de expeditie "geheime" doeleinden mee te geven.

## Wetenschappelijk karakter van de expeditie
Ten aanzien van de expeditie is de realiteit dat deze een voorbeeldig georganiseerde wetenschappelijke onderneming was met - voor die tijd - ongekende wetenschappelijke resultaten.